# Victor Garrivier
Victor Raymond Pierre Garrivier dit Victor Garrivier, né le 8 septembre 1931 à Crémieu (Isère) et mort le 10 décembre 2004 dans le 20e arrondissement de Paris, est un acteur français. Il est surtout connu grâce au rôle d'Antoine Zelder dans la série Avocats et Associés, qu'il a interprété de 1998 jusqu'à son décès. Au cinéma, il est connu pour son rôle du maire, dans le film Les Revenants de Robin Campillo, en 2004.

## Biographie
Ses parents tiennent une épicerie et un garage auto. Il passe un CAP d'ajusteur et travaille dans une usine d'accessoires sanitaires à Prémeyzel (Ain) où il commence à faire du théâtre avec le curé du village qui a fondé une troupe d'amateurs. Puis, le soir, après son travail, il joue dans un théâtre à Lyon. Il monte à Paris le 8 septembre 1954. Il est reçu au Conservatoire et est engagé au Théâtre de l'Est parisien (TEP) où il reste 20 ans.
Il a trois enfants : Louis (né en 1961), Hugues (né en 1963), et Marie (1966).
Il est décédé à la fin de l'année 2004.

## Filmographie

### Cinéma
- 1956 : Bonjour Toubib de Louis Cuny
- 1972 : Quelque part quelqu'un de Yannick Bellon
- 1973 : Il n'y a pas de fumée sans feu d'André Cayatte
- 1973 : Salut l'artiste d'Yves Robert
- 1976 : L'Alpagueur de Philippe Labro
- 1976 : Le Plein de super de Alain Cavalier
- 1976 : Le Petit Marcel de Jacques Fansten
- 1977 : Le Diable dans la boîte de Pierre Lary
- 1979 : Les Belles Manières de Jean-Claude Guiguet
- 1979 : Le Point douloureux de Marc Bourgeois
- 1980 : T'inquiète pas, ça se soigne d'Eddy Matalon : Marcel, le gardien
- 1981 : Et pourtant elle tourne... de François Raoul-Duval
- 1981 : Il faut tuer Birgit Haas de Laurent Heynemann
- 1981 : Coup de torchon de Bertrand Tavernier
- 1981 : Une étrange affaire de Pierre Granier-Deferre
- 1981 : Instinct de vie / Instinct de femme de Claude Othnin-Girard - (film resté inédit)
- 1982 : Les Fantômes du chapelier de Claude Chabrol
- 1982 : Un matin rouge de Jean-Jacques Aublanc
- 1983 : Les Veufs de Patrick Dewolf (court métrage)
- 1985 : Le Transfuge de Philippe Lefebvre
- 1987 : Les mois d'avril sont meurtriers de Laurent Heynemann
- 1987 : Irena et les ombres de Alain Robak
- 1987 : Le Cri du hibou de Claude Chabrol
- 1987 : Naufrage de Fabienne Strouve - (moyen métrage)
- 1988 : La Source de Jean-Jacques Aublanc (film resté inédit)
- 1990 : La Gloire de mon père d'Yves Robert
- 1990 : Le Radeau de la Méduse d'Iradj Azimi (tourné de 1987 à 1991, sorti en 1998)
- 1992 : Faut-il aimer Mathilde ? de Edwin Baily
- 1995 : French Kiss de Lawrence Kasdan : Octave
- 1996 : Un samedi sur la terre de Diane Bertrand
- 1998 : Lautrec de Roger Planchon
- 1999 : Un pur moment de rock'n roll de Manuel Boursinhac
- 1999 : Chambre 107 de Jackie Bastide (court métrage)
- 2000 : Les Destinées sentimentales d'Olivier Assayas
- 2000 : Promenade de santé de Michel Ganz (court métrage)
- 2003 : Effroyables Jardins de Jean Becker
- 2004 : Les Rivières pourpres 2 : les Anges de l'Apocalypse d'Olivier Dahan
- 2004 : Les Revenants de Robin Campillo
- 2004 : Pédale dure de Gabriel Aghion

### Télévision
- 1964 : L'Abonné de la ligne U de Yannick Andreï
- 1967 : Les Cinq Dernières Minutes, épisode Voies de faits de Jean-Pierre Decourt
- 1971 : La Duchesse de Berry, téléfilm de Jacques Trébouta : Landreau
- 1971 : Les Nouvelles Aventures de Vidocq, épisode Échec à Vidocq de Marcel Bluwal
- 1972 : Les Rois maudits, feuilleton télévisé de Claude Barma
- 1973 : Joseph Balsamo, feuilleton télévisé d'André Hunebelle
- 1974 : Les Cinq Dernières Minutes de Claude Loursais, épisode Rouges sont les vendanges
- 1974 : La Folie des bêtes, feuilleton télévisé de Fernand Marzelle
- 1976 : Les Cinq Dernières Minutes de Claude Loursais, épisode Le collier d'épingles
- 1976-1985 : Messieurs les jurés
- 1976 : L'Affaire Jasseron d'André Michel
  - 1984 - L'Affaire Rossy d'Alain Franck (le Président)
  - 1985 - L'Affaire Féchain d'Alain Franck (le Président du tribunal)
- 1978 : Commissaire Moulin
  - 1978 - Le diable aussi a des ailes de Guy Lefranc
- 1979 :  Désiré Lafarge  épisode : Désiré Lafarge suis le mouvement de Guy Lefranc
- 1980 : Julien Fontanes, magistrat épisode Par la bande de François Dupont-Midy
- 1978 : Médecins de nuit de Philippe Lefebvre, épisode : Michel
- 1979 : Les Cinq Dernières Minutes épisode Nous entrons dans la carrière de Claude Loursais
- 1979 : Les Enquêtes du commissaire Maigret, épisode : Maigret et la vieille dame de Stéphane Bertin
- 1980 : Fantômas, feuilleton TV de Claude Chabrol et Juan Luis Buñuel : (Le banquier Barbey)
- 1981 : Les Enquêtes du commissaire Maigret de Jean-Paul Sassy (série télévisée), épisode : La Danseuse du Gai-Moulin
- 1979 : Le Journal de Philippe Lefebvre
- 1982 : Joëlle Mazart, feuilleton télévisé en six épisodes : Monsieur Touzin, professeur de mécanique
- 1982 : Les Cinq Dernières Minutes de Claude Loursais, Les pièges
- 1984 : Disparitions (série télévisée)
- 1984 : La Dictée de Jean Cosmos
- 1988 : L'Argent de Jacques Rouffio
- 1994 : Jalna de Philippe Monnier (série télévisée)
- 1994 : L'instit, épisode 2-02, Une seconde chance, de Gérard Marx : Raymond Loisel
- 1997 : Le Dernier Été de Claude Goretta
- 1998 à 2005 : Avocats et Associés de Valérie Guignabodet et Alain Krief : Antoine Zelder
- 2002 : Femmes de loi, épisode Dette d'amou de Denis Amar (l'ancien commissaire Marcouty)
- 2005 : La Tête haute de Gérard Jourd'hui

## Théâtre
- 1966 : Vous vivrez comme des porcs de John Arden, mise en scène Guy Rétoré, Théâtre de l'Est parisien
- 1967 : Les Sincères de Marivaux, mise en scène Daniel Leveugle, Théâtre de l'Est parisien
- 1967 : Le Menteur de Corneille, mise en scène Daniel Leveugle, Théâtre de l'Est parisien
- 1968 : Les Treize Soleils de la rue Saint-Blaise d'Armand Gatti, mise en scène Guy Rétoré, Théâtre de l'Est parisien
- 1968 : Homme pour homme de Bertolt Brecht, mise en scène Jean-Pierre Dougnac, Théâtre du Midi
- 1970 : L'Opéra de quat'sous de Bertolt Brecht et Kurt Weill, mise en scène Guy Rétoré, Théâtre de l'Est parisien
- 1970 : Major Barbara d'après George Bernard Shaw, mise en scène Guy Rétoré, Théâtre de l'Est parisien
- 1970 : Marie Tudor de Victor Hugo, mise en scène Georges Werler, Théâtre de l'Est parisien
- 1972 : Le Marchand de Venise de William Shakespeare, mise en scène Georges Werler, Théâtre de l'Est parisien
- 1972 : Sainte Jeanne des Abattoirs de Bertolt Brecht, mise en scène Guy Rétoré, Théâtre de l'Est parisien
- 1973 : L'Avare de Molière, mise en scène Georges Werler
- 1975 : M. Le Modéré d'Arthur Adamov, mise en scène Alain Rais, Festival d'Avignon
- 1979 : Audience et Vernissage de Václav Havel, mise en scène Stephan Meldegg, Festival d'Avignon, Théâtre de l'Atelier
- 1982 : Souvenirs du faucon maltais de Jean-Pierre Enard, mise en scène Étienne Bierry, Théâtre de Poche Montparnasse
- 1986 : Le Résident de Sławomir Mrożek, mise en scène Georges Werler, Théâtre des Mathurins
- 1988 : Mort d'un commis voyageur d'Arthur Miller, mise en scène Marcel Bluwal, Théâtre national de l'Odéon, Théâtre de Nice
- 1988 : Le Cid de Corneille, mise en scène Gérard Desarthe, MC93 Bobigny
- 1989 : Henri IV de Luigi Pirandello, mise en scène Armand Delcampe, Théâtre de l'Atelier
- 1990 : Avant la retraite de Thomas Bernhard, mise en scène Claudia Stavisky, Théâtre national de la Colline
- 1991 : Avant la retraite de Thomas Bernhard, mise en scène Claudia Stavisky, Nouveau théâtre d'Angers, Théâtre national de la Colline
- 1992 : Le Pain dur de Paul Claudel, mise en scène Claude Yersin, Nouveau théâtre d'Angers
- 1993 : La Tranche de Jean-Daniel Magnin, mise en scène Philippe Adrien, Théâtre des Halles Festival d'Avignon
- 1995 : Le Radeau de la Méduse de Roger Planchon, mise en scène de l'auteur, TNP Villeurbanne
- 1996 : Hamlet de William Shakespeare, mise en scène Philippe Adrien, Théâtre de la Tempête
- 1997 : Hamlet de William Shakespeare, mise en scène Philippe Adrien, Théâtre de la Tempête
- 1997 : Le Radeau de la Méduse de Roger Planchon, mise en scène de l'auteur, Théâtre national de la Colline